# Bokermannohyla izecksohni
Bokermannohyla izecksohni é uma espécie de anfíbio da família Hylidae. Endêmica do Brasil, onde pode ser encontrada nos municípios de Botucatu (incluindo o distrito de Rubião Júnior), Cotia e Itanhaém, no estado de São Paulo.